# Siège de Kehl (1703)
Pour les articles homonymes, voir Siège de Kehl.
Guerre de Succession d'Espagne
Batailles
Campagnes de Flandre et du Rhin
- Landau (1702)
- Friedlingen (1702)
- Kehl (1703)
- Ekeren (1703)
- Höchstädt (1703)
- Spire (1703)
- Schellenberg (Donauworth) (1704)
- Blenheim (1704)
- Landau (1704)
- Vieux-Brisach (1704)
- Eliksem (1705)
- Ramillies (1706)
- Stollhofen (1707)
- Cap Béveziers (1707)
- Cap Lizard (1707)
- Audenarde (1708)
- Wynendaele (1708)
- Lille (1708)
- Gand (1708)
- Malplaquet (1709)
- Douai (1710)
- Bouchain (1711)
- Denain (1712)
- Bouchain (1712)
- Douai (1712)
- Landau (1713)
- Fribourg (1713)

Campagnes d'Italie
- Carpi (1701)
- Chiari (1701)
- Crémone (1702)
- Luzzara (1702)
- Verceil (1704)
- Cassano (1705)
- Nice (1705-1706)
- Calcinato (1706)
- Turin (1706)
- Castiglione (1706)
- Toulon (1707)
- Gaeta (1707)
- Cesana (1708)
- Syracuse (1710)

Campagnes d'Espagne et de Portugal
- Cadix (1702)
- Vigo (navale 1702)
- Cap de la Roque (1703)
- Gibraltar (août 1704)
- Ceuta (1704) (es)
- Málaga (1704)
- Gibraltar (1704-1705)
- Marbella (1705)
- Montjuïc (1705)
- Barcelone (1705)
- Badajoz (1705)
- Barcelone (1706)
- Murcie (1706) (es)
- El Albujón (1706) (es)
- Santa Cruz de Ténérife (1706) (en)
- Almansa (1707)
- Xàtiva (1707)
- Ciudad Rodrigo (1707) (en)
- Lérida (1707)
- Tortosa (1708)
- Minorque (1708)
- Gudiña (1709)
- Almenar (1710)
- Saragosse (1710)
- Brihuega (1710)
- Villaviciosa (1710)
- Barcelone (1713-1714)

Campagnes de Hongrie
- Saint-Gotthard (1703) (en)
- Biskupice (1704) (en)
- Smolenice (1704) (en)
- Koroncó (1704) (en)
- Zsibó (1705) (en)
- Saint-Gotthard (1705) (en)
- Trenčín (1708) (en)

Antilles et Amérique du sud
- Santa Marta (1702)
- Guadeloupe (1703)
- Nassau (1703)
- Colonia del Sacramento (1704)
- Carthagène (1708)
- Rio (1710)
- Carthagène (1711)
- Rio (1711)
- Cassard (1712)

Le siège de Kehl, au printemps 1703, est un épisode de la guerre de Succession d'Espagne. Les forces françaises du duc de Villars assiègent et s'emparent de la forteresse de Kehl, ville du Saint Empire située sur le Rhin, face à Strasbourg.

## Contexte
En 1697, lors de la signature du traité de Ryswick, la France rend toutes ses positions sur la rive droite du Rhin, dont la forteresse de Kehl.
Le roi Louis XIV cherche à soutenir son allié, l'électeur de Bavière, qui se trouve dans une situation précaire car menacé à l'est, au nord et à l'ouest. Il envoie dès janvier 1703 le duc de Villars vers le Saint-Empire pour faire face à Louis-Guillaume, margrave de Baden-Baden. La décision est prise d'assiéger la forteresse de Kehl afin de protéger Strasbourg et faciliter l'entrée en Allemagne. Le duc de Villar mène une troupe composée de 40 bataillons et 50 escadrons. Sous la neige, les troupes en chemin vers la forteresse prennent une cinquantaine de redoutes et de forts, ainsi que la ville d'Offenbourg.

## Siège
Les opérations de siège commencent le 20 février 1703, ou quelques jours plus tard. Les troupes Françaises du duc de Villar font face aux 3 500 soldats de Louis-Guillaume. Deux ponts sont construits sur le Rhin et permettent l'arrivée de renforts de Strasbourg. À Versailles, le 28 février, Vauban fait part de son souhait à Louis XIV de participer au siège, mais n'y participera finalement pas. Le 6 mars, le duc de Villar lance l'assaut d'un des deux ouvrages à cornes et s'en empare. La forteresse capitule le 10, le 11, ou le 12 mars, en laissant vingt-huit canons, de la poudre et des provisions. 

## Conséquences
La traversée du Rhin devenant possible, les troupes françaises peuvent traverser la Forêt-Noire en mai 1703 et rejoindre les forces de Max-Emmanuel de Bavière.